# Kraft durch Freude

KdF:s flagga

Kraft durch Freude, (ung. "Styrka genom glädje") KdF, var en statligt kontrollerad fritidsorganisation i Tredje riket, underställd arbetsorganisationen Deutsche Arbeitsfront, DAF.

## Historik

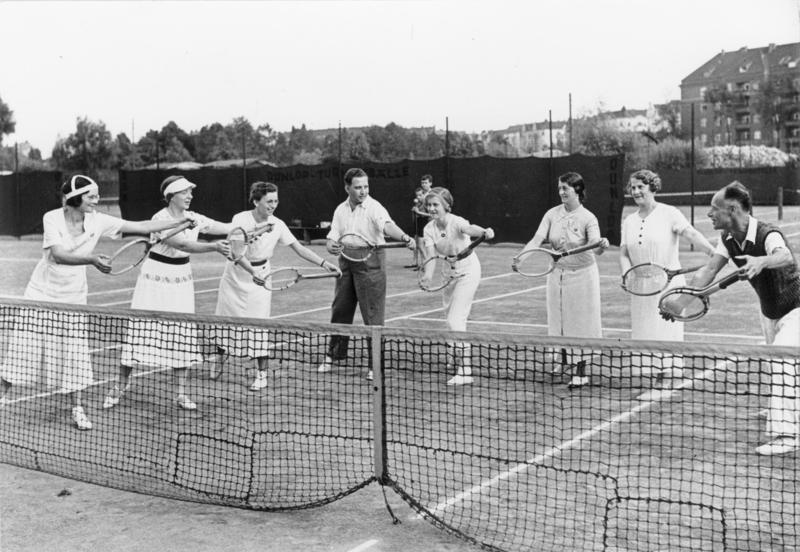
Tennisutbildning i KdF:s regi

Inspirationen till KdF-rörelsen hittade man i Benito Mussolinis Italien som 1925 grundat en statlig fritidsorganisation, Opera Nazionale Dopolavoro. Ledaren för Deutsche Arbeitsfront Robert Ley hade lärt känna organisationen under en vistelse i Italien 1929. Efter att NSDAP gripit makten i Tyskland 1933 föreslog Ley att man inrättade en tysk variant. Man valde först namnet Nach der Arbeit (ung. "efter arbetet") men antog sedan Kraft durch Freude (KdF) som ansågs vara ett mer slagkraftigt namn i propagandahänseende. Ley var mycket drivande i projektet eftersom han som ledare för Deutsche Arbeitsfront skulle leda den nya organisationen. 14 november 1933 godkände Adolf Hitler planerna och två veckor senare grundades organisationen officiellt i närvaro av bland andra Rudolf Hess och Joseph Goebbels.

## Verksamheter

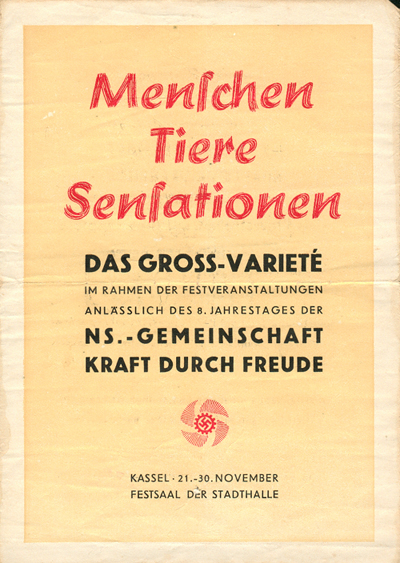
Reklam för en av många Bunte Abende i form av en varieté.

KdF organiserade Bunte Abende, gymnastik, simlektioner, sykurser, schackturneringar och konserter. Man stödde också vuxenutbildning. Den största delen inom KdF rörde organiseringen av utflykter och resor. Den ansvariga avdelningen Amt für Reisen, Wandern und Urlaub stod för fyra femtedelar av omsättningen.
Kända verksamheter och projekt inkluderar KdF-Wagen som dock aldrig levererades men som efter kriget blev Volkswagen Typ 1. Bilen skulle vara en folkbil, som varje tysk familj skulle ha råd att skaffa sig. Avsikten var att bilen inte skulle få kosta mer än 990 riksmark. Detta åtföljdes av ett sparprogram, som drygt 300 000 tyska familjer genomförde. Volkswagens hemstad Wolfsburg grundades som Stadt des KdF-Wagens för tillverkningen av KdF-Wagen och fick sitt nuvarande namn efter andra världskriget.
KdF var även ansvarigt för kryssningsfartygen Wilhelm Gustloff och Robert Ley. Resor anordnades till Norge, Madeira och Italien. Seebad Prora på Rügen på den tyska östersjökusten byggdes som ett semesterparadis för den tyska befolkningen och står idag kvar som ett monument över KdF-rörelsen och regimen. En stor satsning gjordes vid de Olympiska spelen i Berlin 1936, då man byggde en Kraft durch Freude-stad för de tyska besökarna i anslutning till Olympiaområdet.

## Finansiering
Medlemmar i Deutsche Arbeitsfront, där en majoritet av de tyska arbetarna, arbetsgivare och statligt anställda var anslutna, var samtidigt medlemmar i Kraft durch Freude. Medlemmar betalade varje månad en medlemsavgift på minst 0,50 riksmark. Den stora majoriteten av KdF-medarbetarna arbetade utan betalning vilket sänkte personalkostnaderna. 1937 hade KdF 106 000 medarbetare utan lön och 4 400 avlönade anställda. Inkomsterna för Deutsche Arbeitsfront ökade från 281 miljoner riksmark 1933 till 538 miljoner riksmark 1939. Den stora delen bestod av medlemsavgifter. Deutsche Arbeitsfront gick 1934 in i KdF med 8 miljoner riksmark, 14,3 miljoner 1935 och 1938 med 32,5 miljoner. Förväntningarna att KdF självt skulle finansiera sin verksamhet genom resorna man anordnade uppfylldes aldrig.

## Efter kriget
De som hade betalat in pengar i sparprogrammet fick efter andra världskriget kuponger som kunde användas för att köpa en Volkswagen när serieproduktionen kom igång efter kriget.